# Rosa praelucens
Rosa praelucens là loài thực vật có hoa trong họ Hoa hồng. Loài này được Bijh. miêu tả khoa học đầu tiên năm 1929.